# Dellfeld
Dellfeld település Németországban, Rajna-vidék-Pfalz tartományban. Lakosainak száma 1408 fő (2023. december 31.).

## Népesség
A település népességének változása:
| Lakosok száma | 1238 | 1390 | 1370 | 1377 | 1391 | 1408 |
|               | 1975 | 2017 | 2019 | 2021 | 2022 | 2023 |